# Donauauen an der Kälberschütt
Das Naturschutzgebiet Donauauen an der Kälberschütt liegt auf dem Gebiet der kreisfreien Stadt Ingolstadt und der Gemeinde Großmehring im Landkreis Eichstätt in Oberbayern.
Das Gebiet erstreckt sich südwestlich von Kleinmehring entlang der Alten Donau und der am nördlichen Rand fließenden Donau. Nordöstlich verläuft die B 16a und westlich die A 9. Südöstlich und östlich erstreckt sich das rund 225 ha große Naturschutzgebiet Alte Donau mit Brenne.

## Bedeutung
Das rund 116 ha große Gebiet mit der Nr. NSG-00416.01, an dem die Stadt Ingolstadt einen Flächenanteil von 93,19 ha hat und der Landkreis Eichstätt einen von 22,87 ha, wurde im Jahr 1988 unter Naturschutz gestellt. Es handelt sich um naturnahe Auenbiotope, bestehend aus Weichholz- und Hartholzauenwäldern, markanten Einzelbäumen und Baumgruppen sowie Altwässer.